# 劲霸男装
劲霸男装是一家主营茄克和商务休闲男装的中国服装公司，由洪肇明于1980年在福建泉州创立，总部位于上海。
男装行业竞争激烈，面临着库存居高不下和业绩下滑的严峻形势。